# SBAB Bank

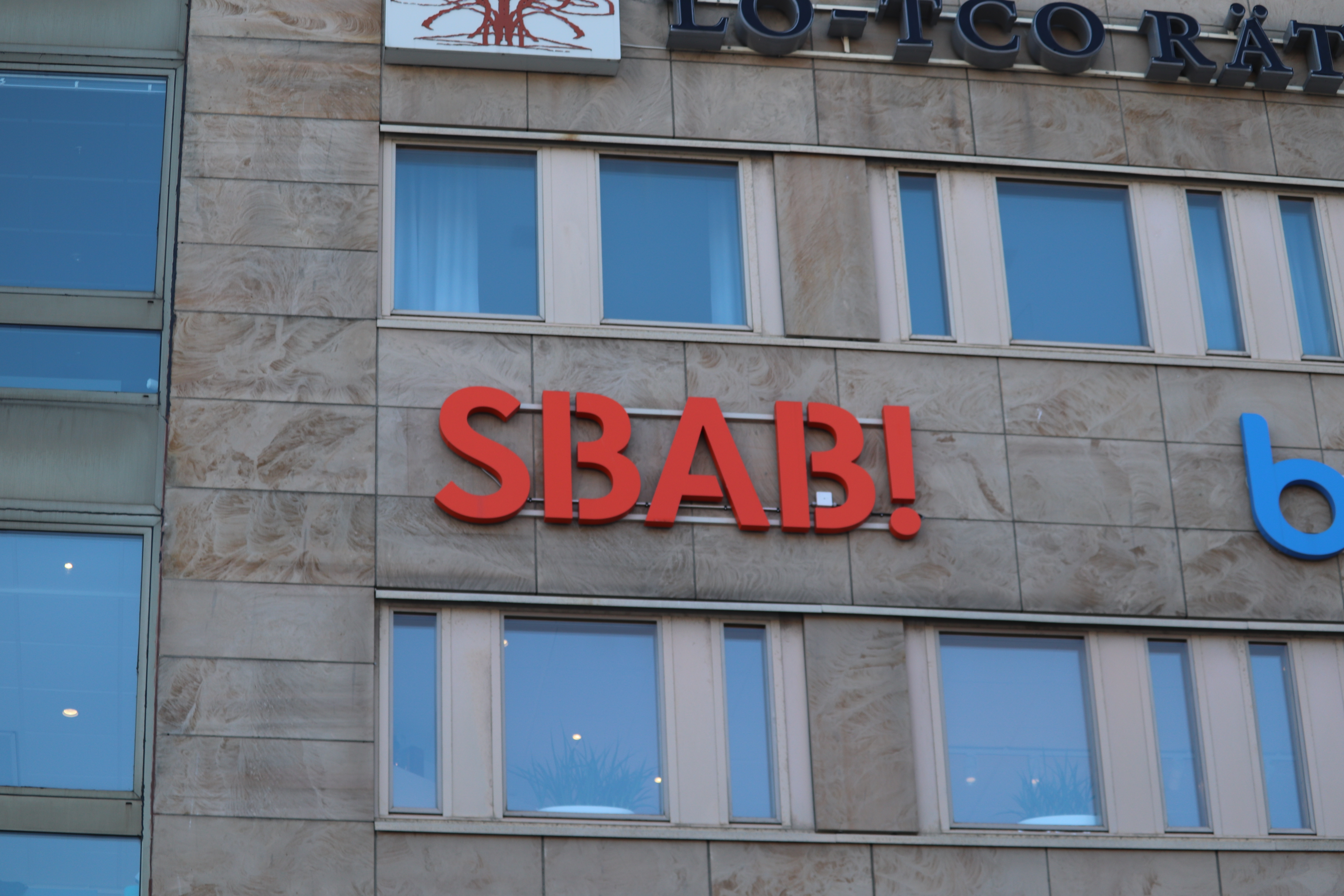

SBAB Bank AB (publ) är ett helägt statligt aktiebolag verksamt på den svenska bolånemarknaden. SBAB startade sin verksamhet 1985 med uppgift att på kreditmarknaden låna upp medel för den statliga bostadslångivningen, idag tillhandahåller banken lån och möjligheter till sparande för privatpersoner, bostadsrättsföreningar och fastighetsbolag i Sverige. Sedan början av 1990-talet konkurrerar företaget med privata aktörer som banker och erbjuder lån till privata kunder. Produkterna delas upp i två områden; Låna och Spara. Inom Låna erbjuds bolån och privatlån till privatpersoner samt fastighetskrediter till fastighetsbolag och bostadsrättsföreningar. Inom Spara erbjuds sparkonto till privatpersoner samt sparkonto för företag och bostadsrättsföreningar. 
2015 hade SBAB cirka 430 anställda med kontor i Karlstad, Solna, Göteborg och Malmö.
Koncernen omfattar moderbolaget SBAB Bank AB (publ) och det helägda dotterbolaget AB Sveriges Säkerställda Obligationer (publ) ("SCBC") samt ca 70 % i Booli Search Technologies AB ("Booli"), inklusive dess dotterbolag Hittamäklare AB och Booli Development AB. SCBC emitterar säkerställda obligationer. Booli tillhandahåller produkter och tjänster med utgångspunkt i bostadsmarknaden.
Företagets upplåning sker i moderbolaget eller via det helägda dotterbolaget SCBC.  

## Historia
- 1985 SBAB (förkortning för Statens Bostadsfinansieringsaktiebolag) inledde sin operativa verksamhet den 1 juli 1985 då de statliga bostadslånen började finansieras av SBAB. Tidigare hade dessa finansierats via statsbudgeten.
- 1989 I juli 1989 övertog SBAB förvaltningen av statliga bostadslån från Boverket. Kreditprövningen och förvaltningen av lån på regional nivå låg dock kvar hos länsbostadsnämnderna.
- 1991 SBAB:s konkurrensutsatta utlåning startade 1991 då SBAB fick rätt att lämna bottenlån i konkurrens med andra bostadslånegivare.
- 1992 SBAB:s långivning började drivas i egen regi och företagets särställning på bostadskreditmarknaden upphörde.
- 2006 Som första bolåneaktör i Sverige gav SBAB:s dotterbolag, AB Sveriges Säkerställda Obligationer (publ), år 2006 ut säkerställda obligationer.
- 2007 I april 2007 utökade SBAB sitt produktutbud till att omfatta sparande till privatpersoner.
- 2009 Under 2009 breddades SBAB:s verksamhet till att även erbjuda inlåning till företag och bostadsrättsföreningar. I december 2009 lämnade SBAB in en ansökan om tillstånd att bedriva bankrörelse till Finansinspektionen.
- 2010 I november 2010 beviljade Finansinspektionen SBAB tillstånd att bedriva bankrörelse.[1]
- 2011 Vid en extra bolagsstämma i SBAB den 16 mars 2011 beslutade bolagsstämman att anta en ny bolagsordning med bankrörelse som nytt verksamhetsföremål. Stämman beslutade också att SBAB ska anta namnet SBAB Bank AB.[2]
- 2012 Carl-Viggo Östlund rekryteras från Nordnet som ny VD med uppdraget att omvandla bolåneinstitutet till en bank.
- 2013 Bo Magnusson väljs till styrelsemedlem och styrelseordförande vid årsstämman 2013.
- 2014 Carl-Viggo Östlund får lämna SBAB i januari efter oenigheter med styrelsen om kostnadsnivåerna i bolaget. I samband med detta tillträder Per Anders Fasth som tillförordnad VD [3]
- 2014 Klas Danielsson rekryteras som ny verkställande direktör.[4] Avslutar banksatsningen och fondaffären för att öka fokus på kärnaffären bolån.[5]
- 2016 SBAB förvärvar cirka 70 procent av aktierna i Booli. Syftet med förvärvet av Booli är att stärka förflyttningen mot boende.
- 2019 Bo Magnusson lämnar posten som styrelseordförande för nytt styrelseuppdrag i Swedbank. Jan Sinclair intar rollen som ny verkställande styrelseordförande.[6]
- 2021 I maj förvärvar SBAB bolaget Boappa i syfte att fortsätta utveckla erbjudandet inom boende och boendeekonomi.
- 2021 Klas Danielsson lämnar rollen som VD och ersätts av tidigare CFO Mikael Inglander som utses till tillförordnad VD.
- 2022 Mikael Inglander tillträder som permanent VD i maj.

## Verkställande direktörer
| År        | Verkställande direktörer         |
| --------- | -------------------------------- |
| 2022 -    | Mikael Inglander                 |
| 2021-2022 | Mikael Inglander (tillförordnad) |
| 2014-2021 | Klas Danielsson                  |
| 2014-2014 | Per Anders Fasth (tillförordnad) |
| 2012-2014 | Carl-Viggo Östlund               |
| 2004-2011 | Eva Cederbalk                    |
| 1999-2003 | Christer Malm                    |
| 1985-1999 | Sune Jussil                      |